# جدول زمني للمعرفة حول الوسط ما بين النجوم والمجرات

## جدول زمني للمعرفة حول الوسط ما بين النجوم وبين المجرات

### الجدول الزمني للمعرفة حول الوسط ما بين النجوم وبين المجرات
- 1848-يدرس اللورد الروسي مسييه 1 ويسمّيه سديم السرطان. التلسكوب الأكبر بكثير من العواكس النمطية الصغيرة في هذه الفترة، كما أنه يكشف عن الطبيعة الحلزونية لمجرات ام 51
- 1864 -ويليام هاغينز يدرس طيف سديم الجبار ويبين أنه سحابة من الغاز
- 1904 -الكالسيوم بين النجوم الذي تم اكتشافه بواسطة مطياف في بوتسدام[1]
- 1909 -يؤكد سليفر نظرية كابتين للغاز بين النجوم[2]
- 1912 -يؤكد سليفر الغبار بين النجوم[2]
- 1927 -يشرح إيرا بوين الخطوط الطيفية المجهولة من الفضاء على أنها خطوط انتقالية محظورة
- 1930-يكتشف روبرت ترومبلر الاستيعاب بواسطة الغبار بين النجوم عن طريق مقارنة أحجام الزوايا والسطوع في العناقيد المغلقة
- 1944 -يتوقع هندريك فان دي هولست الخط الفائق الدقة الذي يبلغ طوله 21-سم للهيدروجين المحايد بين النجوم
- 1951 -هارولد إيوين وإدوارد بورسيل يلاحظان الخط الفائق الدقة للهيدروجين المحايد بين النجوم الذي يبلغ طوله 21 سم[3]
- 1956 -يتنبأ ليمان سبيتزر بالغاز المائي حول درب التبانة
- 1965 -يستخدم جيمس جون وبروس بيترسون ملاحظات عن الامتصاص المنخفض نسبيا للعنصر الأزرق لخط ليمان-ألفا من 3C9 إلى تقييد شديد لكثافة الوسط المجري وحالة التأين فيه[4]
- 1969 -لويس سنايدر، ديفيد بول، بن زوكرمان، وباتريك بالمر يجدون فورمالديهايد بين النجوم
- 1970 –آرنو بينزياس وروبرت ويلسون يعثران على اول أكسيد الكربون بين النجوم[5]
- 1970-جورج كاروثرز يلاحظ حزيء الهيدروجين في الفضاء
- 1977 -يقترح كريستوفر ماكي وارميا أوستريك نظرية ثلاثة عناصر الوسط بين النجوم
- 1990-توفر بيانات «التلوث» الأمامية من المركبة الفضائية «كوبي» أول خريطة من كل السماء للإدارة الدولية للمواد الكيميائية في نطاقات الموجات الدقيقة.